# Nyctemera fuscipenne
Nyctemera fuscipenne är en fjärilsart som beskrevs av Hans Daniel Johan Wallengren 1860. Nyctemera fuscipenne ingår i släktet Nyctemera och familjen björnspinnare. Inga underarter finns listade i Catalogue of Life.